# Министерство окружающей среды, транспорта, энергетики и коммуникаций Швейцарии
Министерство окружающей среды, транспорта, энергетики и коммуникаций Швейцарии или Федеральный департамент окружающей среды, транспорта, энергетики и коммуникаций (итал. Dipartimento federale dell'ambiente, dei trasporti, dell'energia e delle comunicazioni (ATEC); нем. Eidgenössisches Departement für Umwelt, Verkehr, Energie und Kommunikation (UVEK); фр. Département fédéral de l'Environnement, des Transports, de l'Energie et de la Communication (ETEC), романш. Departament federal per ambient, traffic, energia e communicaziun (ATEC)) является одним из семи министерств (департаментов) федерального правительства Швейцарии, возглавляемым членом Федерального совета. 
Департамент несёт ответственность за вопросы, касающиеся экологической политики, управления и развития транспорта, управления и мониторинга источников энергии (электричество, газ, нефть и др.), средств массовой информации (в том числе телевидения).

## История изменения названия
- 1848—1859 гг. — Департамент почт и строительства,
- 1860—1872 гг. — Департамент почт,
- 1873—1878 гг. — Департамент почт и телеграфов,
- 1879—1962 гг. — Департамент почт и путей сообщения,
- 1963—1978 гг. — Департамент транспорта, связи и энергетики,
- 1979—1997 гг. — Федеральный департамент транспорта, связи и энергетики,
- С 1998 г. — Федеральный департамент окружающей среды, транспорта, энергетики и связи.

## Структура
Департамент состоит из следующих подразделений:
- Генеральный секретариат.
  - Независимый орган по рассмотрению жалоб на радио и телевидении.
  - Служба почтового регулирования (PostReg).
  - Бюро по расследованию авиакатастроф.
  - Бюро по расследованию аварий поездов и судов.
  - Федеральная инспекция по ядерной безопасности.
- Федеральное управление транспорта.
- Федеральное управление гражданской авиации.
- Федеральное управление энергетики.
- Федеральное управление автомобильных дорог.
- Федеральное управление связи.
- Федеральное ведомство по охране окружающей среды.
- Федеральное ведомство по территориальному развитию.

В состав департамента также входит независимая Федеральная комиссия по связи.

## Список глав департамента
| - 1848—1852: Вильгельм Матиас Нефф - 1853—1854: Мартин Йозеф Мунцингер - 1855—1866: Вильгельм Матиас Нефф - 1867: Якоб Дубс - 1868: Жан-Жак Шале-Венель - 1869: Якоб Дубс - 1870—1872: Жан-Жак Шале-Венель - 1873—1875: Эжен Борель - 1876: Йоахим Хеер - 1877—1879: Эмиль Вельти - 1880—1881: Симон Бавье - 1882—1883: Эмиль Вельти - 1884: Адольф Дойхер - 1885—1891: Эмиль Вельти - 1892—1901: Йозеф Цемп - 1902: Робер Контес - 1903—1907: Йозеф Цемп - 1908—1911: Людвиг Форрер - 1912: Робер Контес | - 1912: Луи Перье - 1913—1917: Людвиг Форрер - 1918—1929: Роберт Хааб - 1930—1940: Марсель Пиле-Гола - 1940—1950: Энрико Челио - 1950—1954: Йозеф Эшер - 1955—1959: Джузеппе Лепори - 1960—1965: Вилли Шпюлер - 1966—1968: Рудольф Гнеги - 1968—1973: Роже Бонвен - 1974—1979: Вилли Ричард - 1980—1987: Леон Шлумпф - 1988—1995: Адольф Оги - 1996—2010: Мориц Лойенбергер - 2010—2018: Дорис Лойтхард - 2019—2022: Симонетта Соммаруга - С 2023: Альберт Рёшти |